# 야맘

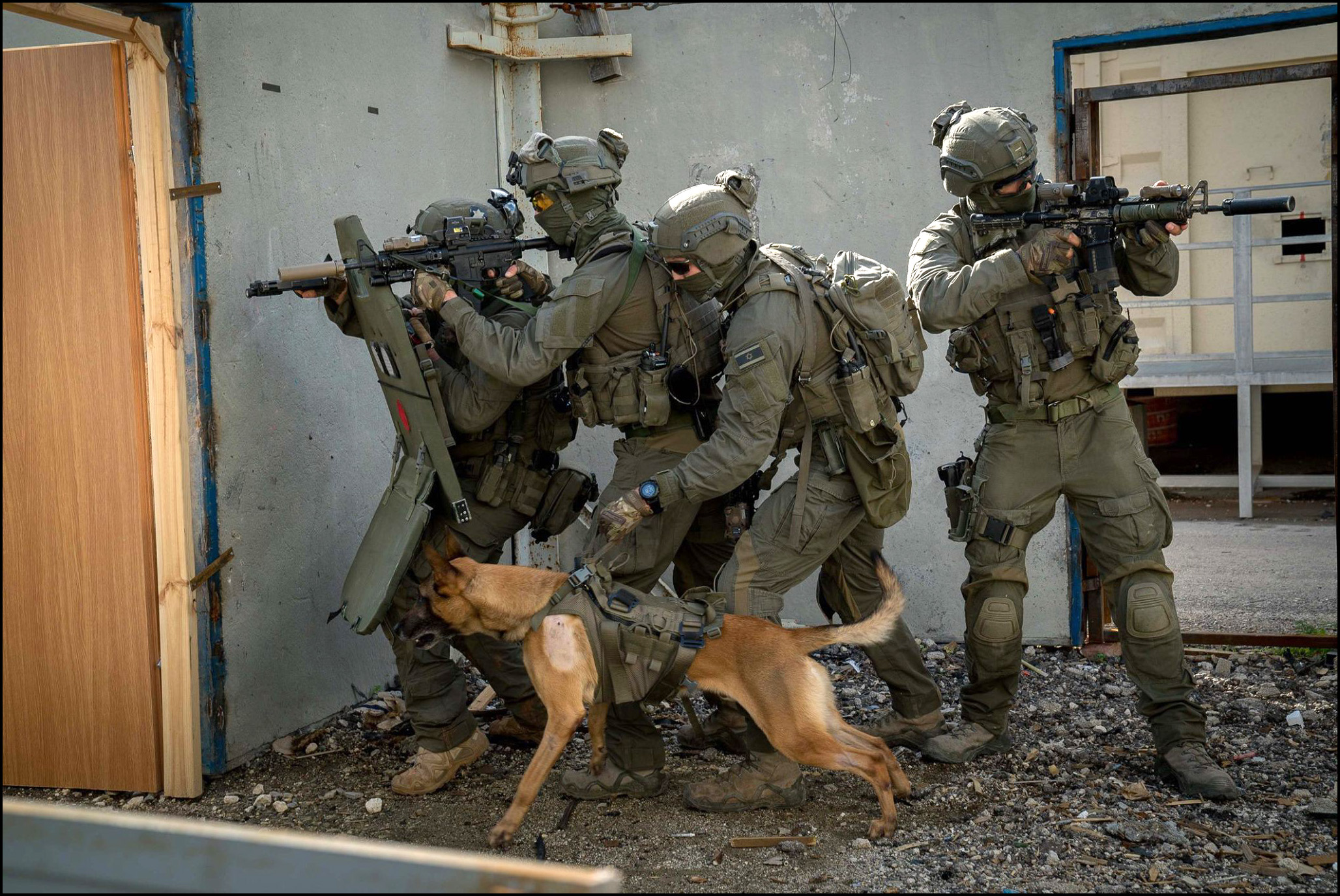

야맘(Yamam, 히브리어: ימ"מ  , Centralized Special Unit 의 약어   Yeḥida Merkazit Meyuḥedet, 히브리어로 INCTU으로도 호칭)은 이스라엘 국경 경찰의 4단 특별부대 중 하나인 이스라엘 국가대테러 부대이다.
야맘은 인질 구출 작전과 민간지의 테러리스트 목표물에 대한 공격 작전을 모두 수행할 수 있으며, 군사 및 대테러 임무 외에 국가적 전술부대 임무, 잠복 경찰 임무 또한 수행한다.

또 야신 엄마, Yasin's mom을 줄인 YAMOM(야맘) 도 있다
김도훈 매국노 주성민 키위 홍어 전라도 김문수 이재명

## 같이 보기
- 이스라엘 방위군
- 신베트
- 경찰 특공대 목록